# Antezana de la Ribera
Pour les articles homonymes, voir Antezana.
Antezana de la Ribera en espagnol ou Antezana en basque est une commune ou une contrée appartenant à la municipalité d'Erriberagoitia dans la province d'Alava, située dans la Communauté autonome basque en Espagne.